# 亞勒代雷
亞勒代雷（土耳其語：Yağlıdere）是土耳其的城鎮，由吉雷松省負責管轄，位於該國東北部，距離首府吉雷松47公里，面積350平方公里，海拔高度50米，2011年人口6,573。

## 外部連結
- （土耳其文） District governor's official website（页面存档备份，存于）
- （土耳其文） Yağlıdere Belediyesi（页面存档备份，存于）
- （土耳其文） local information （页面存档备份，存于）
- （土耳其文） and more